# Dobinea vulgaris
Dobinea vulgaris är en sumakväxtart som beskrevs av Buch.-ham. och David Don. Dobinea vulgaris ingår i släktet Dobinea och familjen sumakväxter. Inga underarter finns listade i Catalogue of Life.